# Église Notre-Dame-de-la-Nativité de La Rochepot
Pour les articles homonymes, voir Église Notre-Dame-de-la-Nativité.
L'église Notre-Dame-de-la-Nativité autrefois église priorale Saint-Georges est une église catholique de style roman du XIIe siècle à La Rochepot en Côte-d'Or en Bourgogne-Franche-Comté. L'édifice est classé aux monuments historiques en 1909

## Historique
Au XIIe siècle, l’église priorale Saint-Georges est édifiée dans un prieuré bénédictin fondé par l'abbaye Saint-Pierre de Flavigny-sur-Ozerain. À partir du XIVe siècle il est administré par le prieuré de Saint-Georges de Couches. À cette époque le transept nord devient une chapelle seigneuriale de la famille Pot.
En 1494, elle est gravement incendiée. Les moines se retirent alors à Couches. En 1527 l'église devient une succursale de la paroisse de Beaubigny, avant d'acquérir son autonomie en 1654, sous le patronage du chapitre cathédral d'Autun.
Le 15 mars 1909, l’église est classée aux Monuments Historiques et devient église paroissiale sous le vocable de Notre-Dame-de-Nativité.

## Description
Le clocher est reconstruit à la Renaissance et surmonté d'une flèche construite en 1822. D'importantes restaurations sont effectuées en 1776 avec la charpente et la couverture en laves, en 1783, le contrefort, puis en 1870-1875, les absidioles et le portail ouest.
Un portail du roman visible dans les maçonneries du mur nord du bas-côté est l'une des rares traces des bâtiments conventuels du prieuré bénédictin, dont les vestiges disparurent après leur vente à la Révolution.

## Galerie

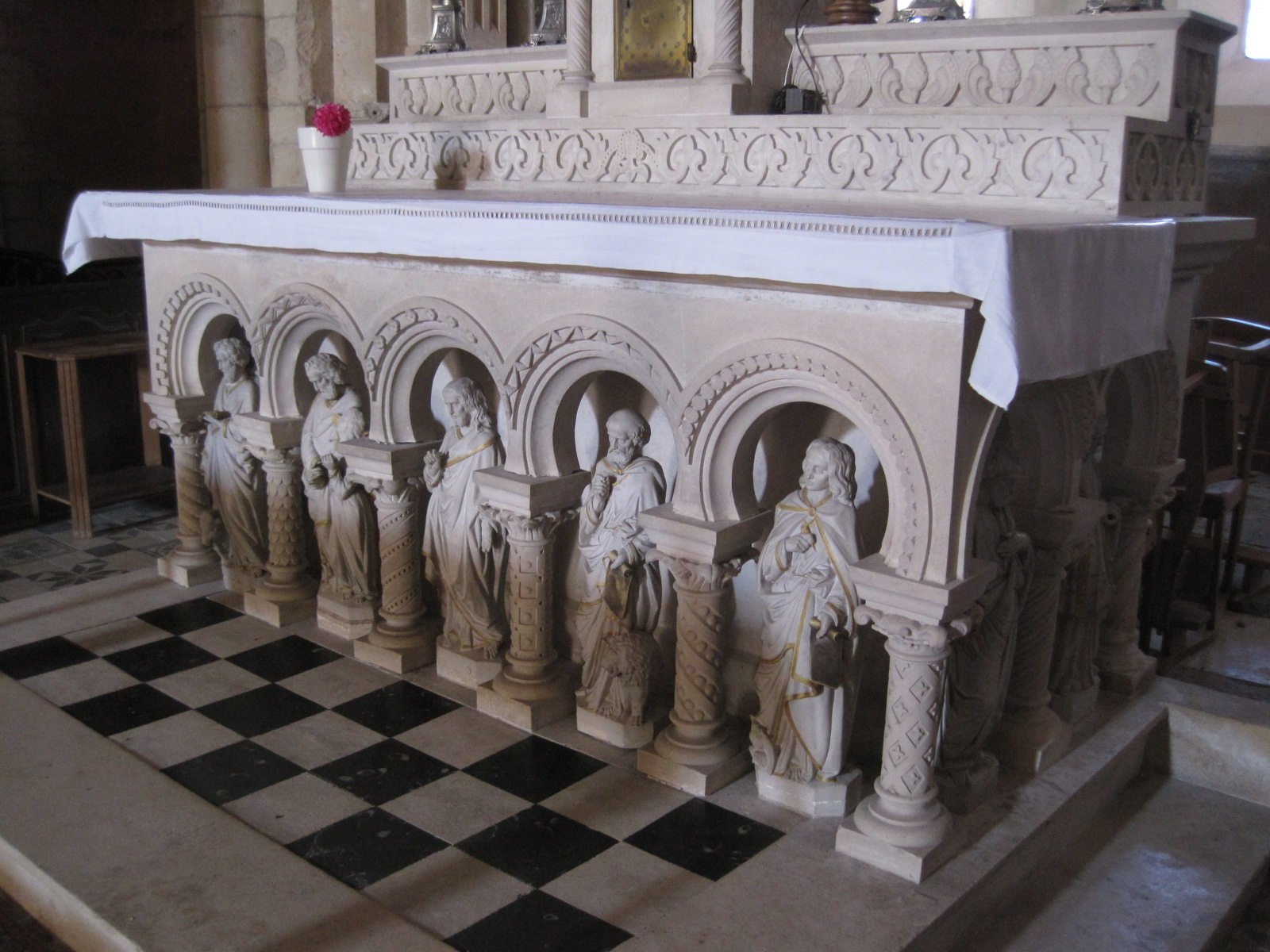
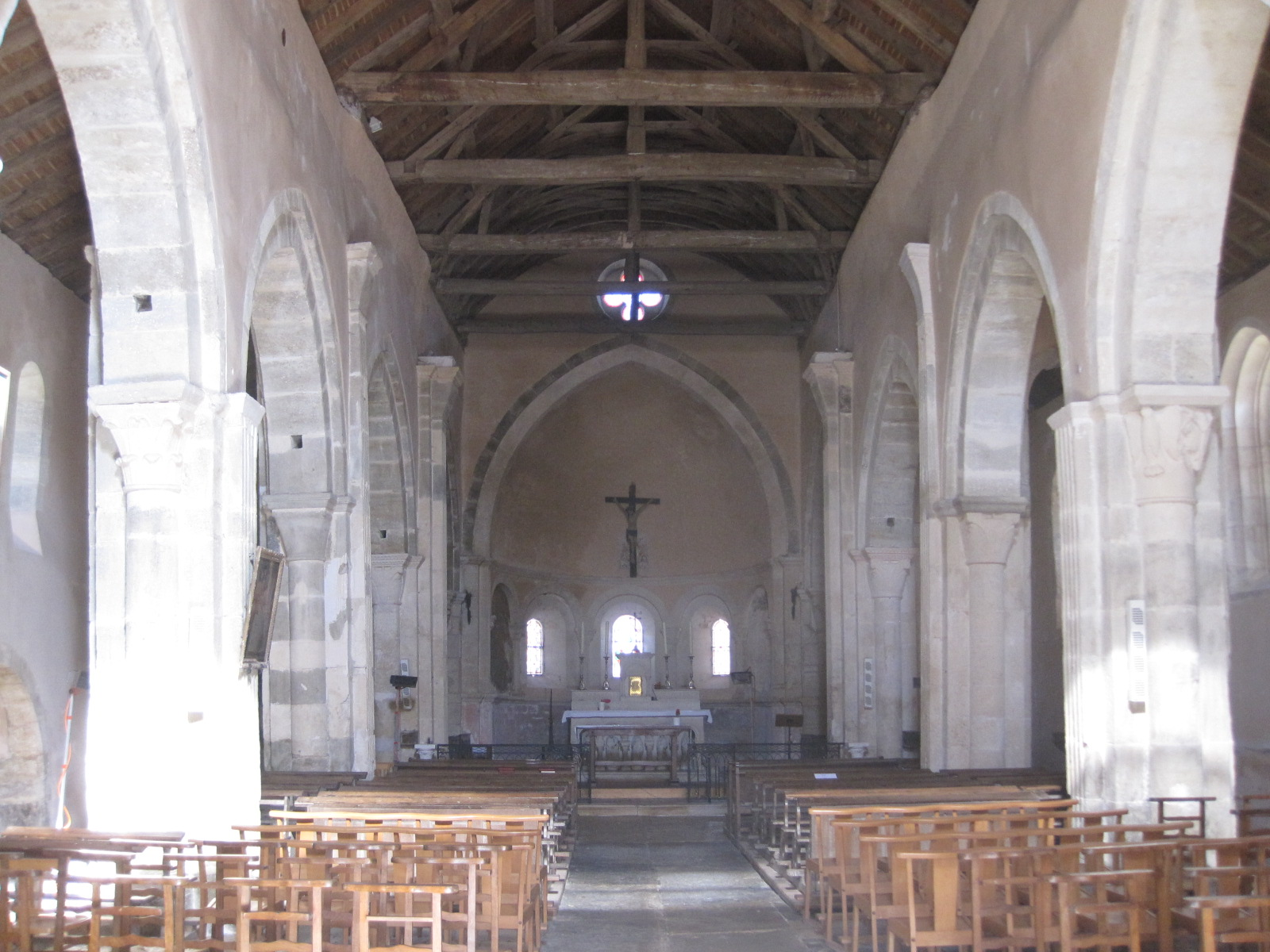
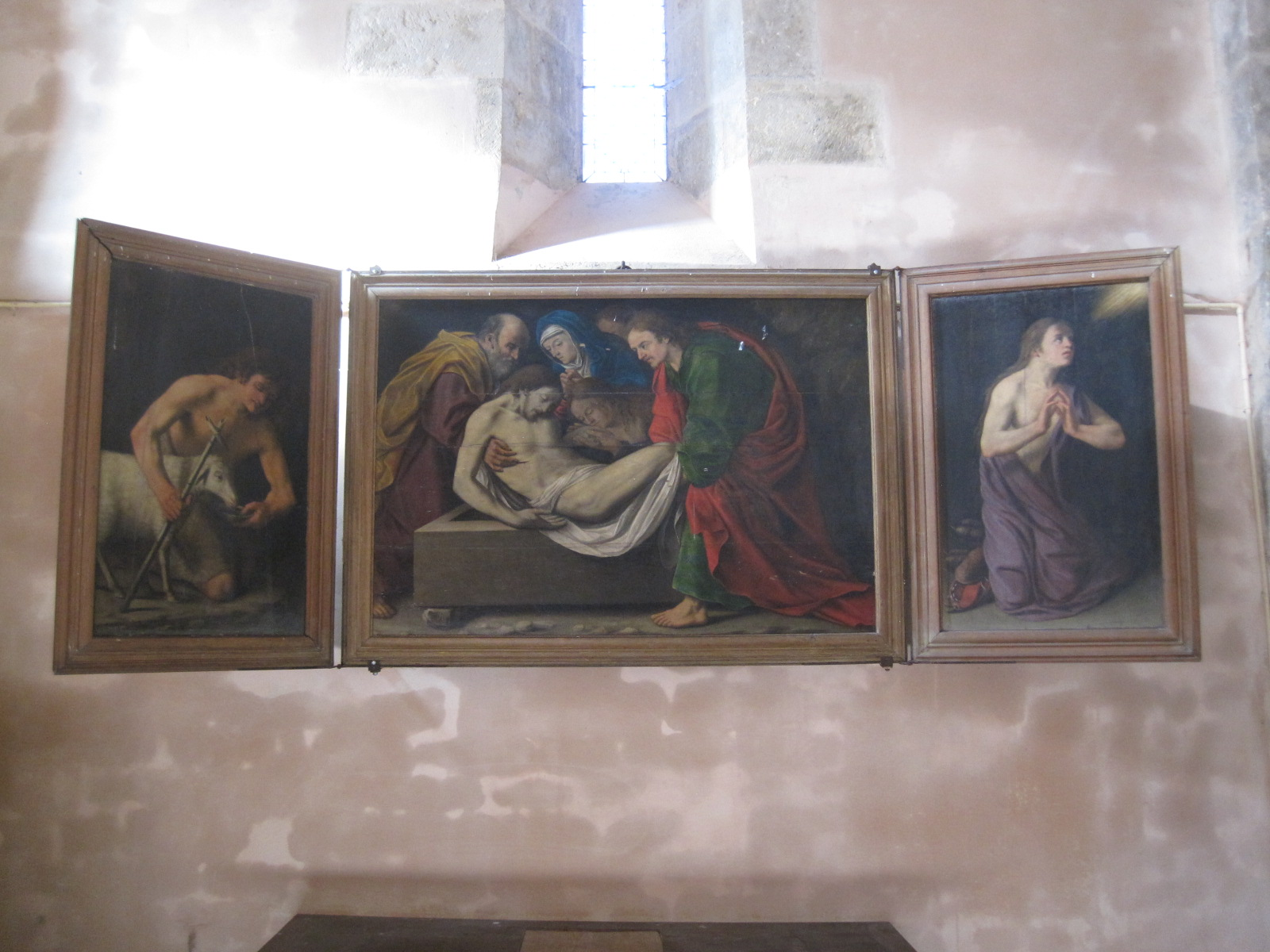

## Sources